# Svarthalsad arassari
Svarthalsad arassari (Pteroglossus aracari) är en fågel i familjen tukaner inom ordningen hackspettartade fåglar.

## Utseende
Svarthalsad arassari är en praktfill liten tukan. Kroppen är gul med röda och svarta teckningar. På den stora näbben syns räfflor. I den rätt raka och snabba flykten syns den långa näbben och långa stjärten tydligt.

## Utbredning och systematik
Svarthalsad arassari delas in i tre underarter:
- P. a. aracari – förekommer i spridda populationer i norra centrala, östra och sydöstra Brasilien
- P. a. atricollis – förekommer i östra Venezuela, Guyana och norra Brasilien (i söder till Amazonfloden)
- P. a. wiedii – förekommer i östra Brasilien (Minas Gerais, São Paulo, Paraná och Santa Catarina)

## Levnadssätt
Svarthalsad arassari hittas i låglänta tropiska skogsområden och skogsbryn. Den ses vanligen i smågrupper som rör sig genom trädkronorna i fruktbärande träd eller flyga genom gläntor och mellan träd.

## Status och hot
Arten har ett stort utbredningsområde, men tros minska i antal, dock inte tillräckligt kraftigt för att den ska betraktas som hotad. Internationella naturvårdsunionen IUCN listar arten som livskraftig (LC).

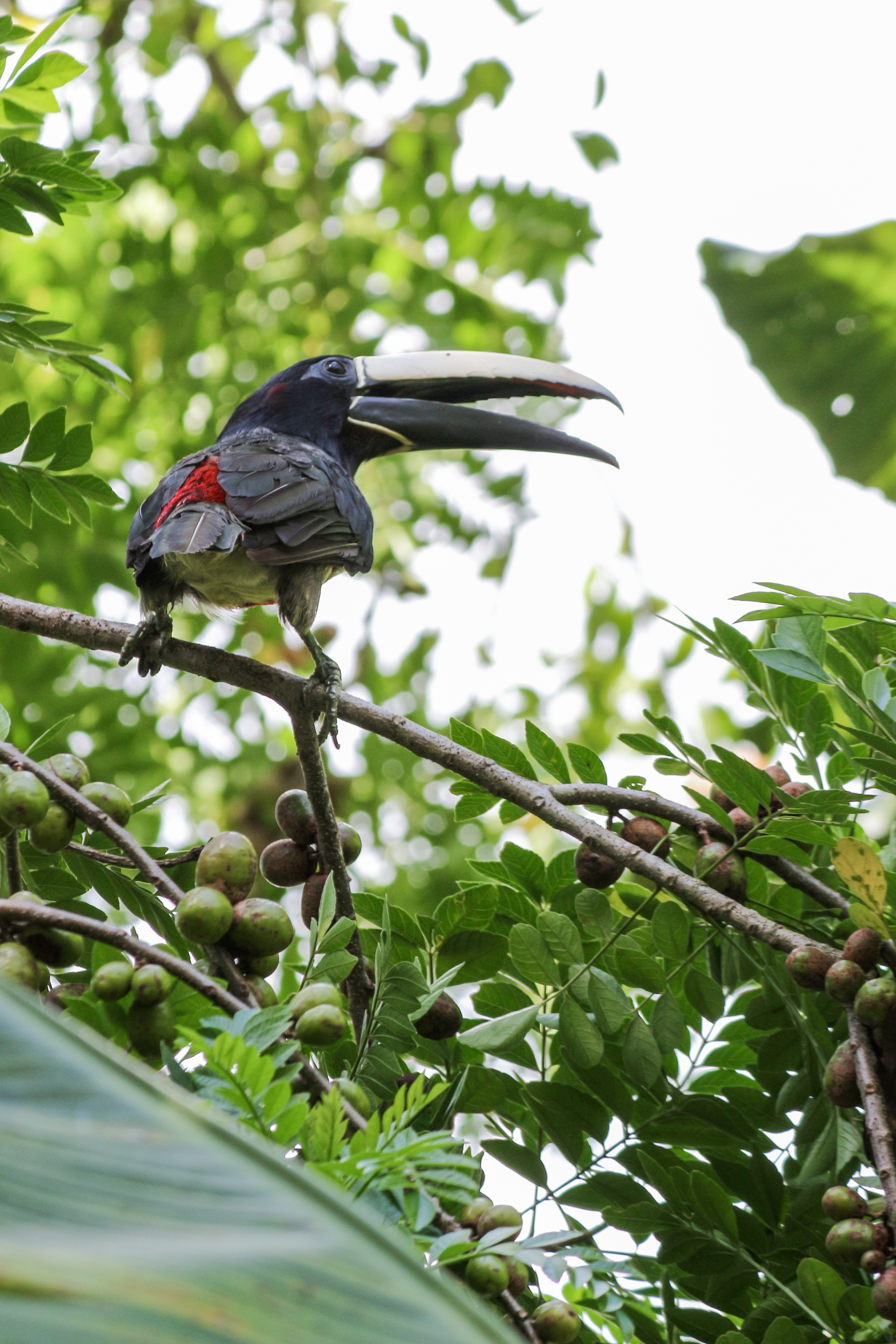